# Protesterna i Iran 2017–2018

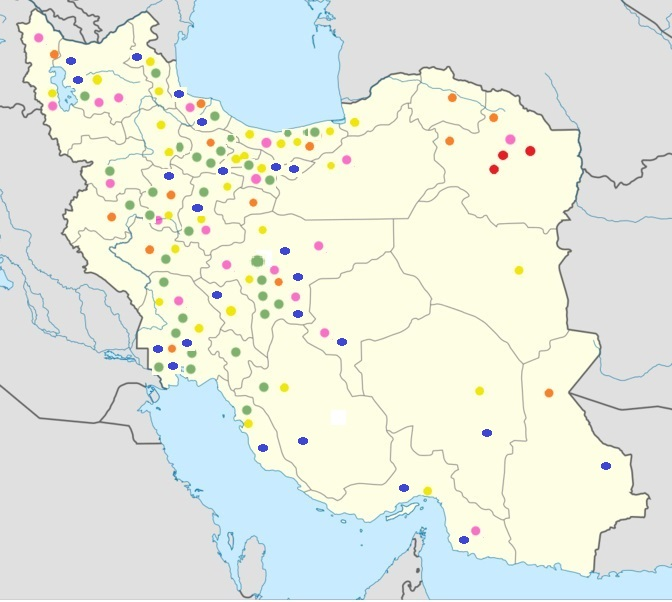
Städer efter datum för uppkomsten av demonstrationer:
Röd: 28 december 2017
Orange: 29 december 2017
Gul: 30 december 2017
Rosa: 31 december 2017
Grön: 1 januari 2018
Blå: 2 januari 2018

Protesterna i Iran 2017–2018 (persiska: اعتراضات ۱۳۹۶ ایران) är en serie demonstrationer i Iran med början den 28 december 2017. De inleddes i staden Mashhad, och spreds sedan till ett tiotal andra städer, däribland huvudstaden Teheran, Neyshabour, Kashan, Kerman, Kermanshah, Kashmar, Rasht, Esfahan, Arak, Bandar Abbas, Ardabil, Qazvin, Hamedan, Sari, Babol, Amol, Shahinshahr, Shahr-e Kord, Shiraz, Khorramabad, Zanjan, Gorgan, Zahedan, Urmia, Dorud, Yazd och Shahroud. Totalt över 70 städer har omfattats av protesterna.
Inledningsvis riktades protesterna mot den svåra ekonomiska situationen i landet, såsom dess höga levnadskostnader, regeringens korruption, den höga arbetslösheten, Irans antagande av Internationella valutafondens föreskrifter samt iranskt deltagandet i regionala konflikter. De utvecklades sedan gradvis till politiska protester mot framförallt den teokratiska och islamistiska regeringen och den högste ledaren Ali Khamenei, men också mot obligatorisk hijab, och för utökade rättigheter till kvinnor och politiska fångar.
Protesterna utgör den mest intensiva inhemska utmaningen mot den iranska regeringen sedan de iranska valprotesterna 2009–2010. Dessa protester skiljer sig dock från den gröna rörelsen i deltagare, orsaker och mål.
Till följd av demonstrationerna har minst 20 personer dödats och cirka 5 000 gripits av den iranska polisen. Tillgången till Internet i landet blockerades vid årsskiftet, och den islamistiska regeringen har beordrat konsekvent mediecensur. Den 5 januari 2018 uppmanade fyra specialreportrar från Kontoret för FN:s högkommissarie för mänskliga rättigheter den iranska regeringen att respektera demonstranternas rättigheter och upphöra med sin blockering av Internet.
Som motreaktion till protesterna har också tusentals regeringspositiva demonstranter samlats i mer än ett dussin städer i Iran.

## Regeringens reaktioner

### Mediecensur
Den iranska inrikesministern Abdolreza Rahmani Fazli uttalade att den otillbörliga användningen av sociala medier ”orsakade våld och rädsla” och vidare att ”sådant beteende kommer att krossas”. Den iranska statskanalen Islamic Republic of Iran News Network (IRINN) förbjuds att informera folket om protesterna.

### Blockering av Internet
I vissa regioner har Irans internetleverantörer, som antingen är direkt ägda eller nära knutna till Islamiska revolutionsgardet, och som rapporterar direkt till Irans högste ledare, blockerat tillgången till Internet i flera städer där protester har uppkommit. Tidigare hade flera satellitnät i Iran störts, vilket också slog ut Internet och telefoni i vissa regioner.
Enligt OpenDNS:s BGP Stream, sjönk Irans internettrafik med nära 50 % den 1 januari 2018. Samtidigt har antalet Tor-användare ökat avsevärt sedan protesterna startade.

### Blockering av Telegram
Meddelandetjänsten Telegram spelade en viktig roll för att organisera demonstrationerna.
Den 30  december 2017 begärande den iranska regeringen avstängningen av en Telegram-kanal som drevs av Roohollah Zam, som uppmanade till användning av handgjorda sprängämnen mot säkerhetsstyrkorna. Hans uppmaning hedrades av Telegram och dess VD Pavel Durov, vilket han blev kritiserad för. Kanalen återställdes nästa dag efter att administratören som publicerade posten som uppmanade till våld stängdes av. Den 31 december 2017 blockerade den iranska regeringen tillgången till Telegram efter att de vägrade förbjuda en annan kanal. Telegrams VD Pavel Durov tweetade ”iranska myndigheter blockerar tillgången till Telegram för majoriteten av iranierna efter vår offentliga vägran att stänga av telegram.me/sedaiemardom och andra fredligt protesterande kanaler”.

### Blockering av Instagram
Iran blockerade Instagram den 31 december 2017. Myndigheterna har uppgett att blockeringen kommer att vara tillfällig.

### Förbud mot engelskundervisning i grundskolan
Iran förbjöd engelskundervisningen i grundskolan efter massdemonstrationerna. Khamenei hävdade att undervisningen av engelska banade vägen för ”kulturinvasion” av västerländska värderingar.

## Demonstrationer utanför Iran
Den 3 januari anordnade iranier bosatta utomlands demonstrationer till stöd för protestanterna i Iran. Dessa demonstrationer ägde rum i städer som Stockholm, Aten, Bern och Köln.

## Internationella reaktioner
- Europeiska unionen – EU uttalade i ett pressmeddelande att ”fredlig demonstration och yttrandefrihet är grundläggande rättigheter som gäller för varje land, och Iran är inget undantag.”[49]
- Frankrike – Frankrikes president Emmanuel Macron kritiserade USA och dess Mellanöstern-allierade för att högt stödja demonstranterna.[50] Den 3 januari sa Macron "Den officiella linjen eftersträvad av USA, Israel och Saudiarabien som är våra allierade på många sätt, är nästan en som skulle leda oss till krig."[51]
- Israel – premiärminister Benjamin Netanyahu lovordade demonstranterna som ”heroiska” i deras ”ädla strävan efter frihet”.[52][53] Han tillade: ”Jag hörde idag Irans president [Hassan] Rouhani påstå att Israel står bakom protesterna i Iran. Det är inte bara felaktigt, det är skrattretande och i motsats till Rouhani kommer jag inte att förolämpa det iranska folket. De förtjänar bättre.”[52][53]
- Kanada – det kanadensiska utrikesministeriet uttryckte sitt stöd för protestanterna med uttalandet: ”Kanada uppmuntras av det iranska folket som utövar sin grundläggande rätt att protestera fredligt”.[54]
- Ryssland – utrikesminister Sergej Lavrov uppgav att massrörelsen i Iran är en intern angelägenhet för nationen och hoppades att krisen kommer att utvecklas utan våld. Han betonade också att all utländsk inblandning i Irans inre angelägenheter som kan destabilisera situationen är oacceptabel.[55][56]
- Storbritannien – utrikesminister Boris Johnson tweetade att han ”tittar på händelser i Iran med oro” och betonade medborgarnas rätt till fredliga demonstrationer.[57]
- Turkiet – utrikesminister Mevlüt Çavuşoğlu sade ”Vi anser att det är nödvändigt att undvika våld och inte ge efter för provokationer.” angående rapporterna om att människor dör och vandalisering av offentliga byggnader i Iran.[58]
- Tyskland – utrikesminister Sigmar Gabriel tweetade ”[Vi] uppmanar den iranska regeringen att respektera demonstranternas rätt att fredligt höja sina röster. […] Efter de senaste dagarnas konfrontationer är det viktigt att avstå från våldshandlingar.”[52]
- USA – president Donald Trump uttryckte stöd för protesterna och tweetade ”Många rapporter om fredliga protester från iranska medborgare, som har tröttnat på regeringens korruption och deras slöseri med nationens rikedom för att finansiera terrorism utomlands. Irans regering borde respektera sitt folks rättigheter och deras rätt att uttrycka sig. Världen tittar på! #IranProtest”.[59][60]
  - Vicepresident Mike Pence sade att ”jag står på de fredliga demonstranternas sida i Iran som vill ha frihet, och vi fördömer oskyldiga gripanden. Tiden har kommit för regeringen i Teheran att upphöra med sina terroristaktiviteter, sin korruption och sin ignorans för mänskliga rättigheter.”[61]
  - Utrikiesminister Rex Tillerson sade, i en intervju den 5 januari, ”Vi är positiva till att det iranska folket uppnår sin strävan efter en bättre livskvalitet och större frihet. Vi menar att de förtjänar det, men det kommer att vara upp till det iranska folket att hantera den fredliga övergången. Vi stöder den.”.[62]
  - USA:s nuvarande FN-ambassadör Nikki Haley kritiserade den iranska regeringens svar på protesterna och uttryckte sitt stöd för protestanterna och sade att ”Detta är den exakta bilden av ett länge förtryckt folk som stiger upp mot sina diktatorer.”[63]
  - Senatorerna Ted Cruz, John McCain, Tom Cotton, Bernie Sanders, Orrin Hatch, representanthusets talman Paul Ryan och de före detta statssekreterarna Hillary Clinton och John Kerry uttryckte solidaritet med demonstranterna.[64][65][66][67][68] I ett officiellt uttalade fördömde USA:s utrikesdepartement gripandena av demonstranter.[69]